# Olidiana reidi
Olidiana reidi är en insektsart som beskrevs av Nielson 1982. Olidiana reidi ingår i släktet Olidiana och familjen dvärgstritar. Inga underarter finns listade i Catalogue of Life.